# Butis
Butis es un género de peces.

## Especies
- Butis amboinensis (Bleeker, 1853)
- Butis butis (F. Hamilton, 1822)
- Butis gymnopomus (Bleeker, 1853)
- Butis humeralis (Valenciennes, 1837)
- Butis koilomatodon (Bleeker, 1849)
- Butis melanostigma (Bleeker, 1849)